# Motogiro d’Italia
Der Motogiro d’Italia (offiziell von 1914 bis 1931 Giro Motociclistico d’Italia und von 1953 bis 1957 Giro d’Italia Motociclistico) war eine Motorsportveranstaltung für Motorräder, die zwischen 1914 und 1957 insgesamt zehnmal in Italien ausgetragen wurde.

## Geschichte
Der Motogiro d’Italia hat seine Wurzeln in der europäischen Tradition der Straßenrennen (auch Stadt-zu-Stadt-Rennen) für Automobile, die ab Ende der 1890er-Jahre durchgeführt wurden. Unter dem Begriff Automobil fasste man zu dieser Zeit alle Kraftfahrzeuge zusammen. Die Rennen standen sowohl Autos als auch Motorrädern, Voiturettes, Tricycles usw. offen. Der erste Giro automobilistico d’Italia hatte bereits 1901 stattgefunden und wurde von Felice Nazzaro auf Fiat 8 HP gewonnen.
Der erste Giro d’Italia rein für Motorräder wurde im Jahr 1914 von der Sportzeitung La Gazzetta dello Sport und dem Sportverein Unione Sportiva Milanese organisiert. Das Rennen wurde international ausgeschrieben und zählte 56 Teilnehmer, von denen 18 das Ziel erreichten. Schwierigkeiten machten den Startern nicht nur die noch in den Kinderschuhen steckende Motorradtechnik in Verbindung mit den meist schlecht befestigten Straßen, sondern auch der falsch verstandene „Sportsgeist“ einiger Zuschauer, die versuchten, ihre Favoriten zu begünstigen, indem sie Nägel auf den Weg der Gegner warfen. Die Veranstaltung wurde als sehr erfolgreich gewertet, da sie über die gesamte Wegstrecke viele Zuschauer anlockte. Sieger der 2378 km langen Fahrt über vier Etappen von Mailand über Rom, Ancona, Udine und Turin zurück nach Mailand wurde Oreste Malvisi auf einer englischen Ariel. Die im Ziel angekommenen Maschinen wurden auf der 1. Mailänder Motorradmesse empfangen und ausgestellt.
Der Ausbruch des Ersten Weltkrieges verhinderte die Wiederholung in den folgenden Jahren. Am Ostermontag 1923 startete die zweite Auflage des Motogiro mit 53 Teilnehmern. Start und Ziel der knapp 2500 km langen Rundfahrt lagen wieder in Mailand. Es gewann Guido Mentasti auf Moto Guzzi, der als erster von sieben Teilnehmern das Ziel erreichte.
Im Jahr 1926 kam es zu zwei tödlichen Unfällen. Domenico Malvisi, Bruder des Siegers von 1914, starb im März 1926 in Tagliacozzo beim Training für den Motogiro. Olindo Raggi, italienischer 350-cm³-Meister von 1924, verunglückte am 11. April 1926 auf der Schlussetappe des Rennens auf seiner 500-cm³-A.J.S. tödlich. Er war in Varedo, nur wenige Kilometer vor dem Ziel mit seiner Maschine in Führung liegend durch ein tiefes Schlagloch gefahren, wodurch sich sein Vorderreifen von der Felge gelöst hatte und er zu Sturz gekommen war. Raggi wurde in ein Krankenhaus nach Desio gebracht, wo er am selben Abend im Alter von 30 Jahren seinen schweren erlittenen Verletzungen erlag. Danach fand der Motogiro bis zum Zweiten Weltkrieg nicht mehr statt.
Die erste Nachkriegsauflage wurde 1953 ausgetragen und von der Federazione Motociclistica Italiana und der bologneser Tageszeitung Lo Stadio veranstaltet. Sie war in vier verschiedenen Hubraumklassen für Motorräder mit Einzylindermotor mit bis zu 175 cm³ ausgeschrieben und führte über fast 3000 km auf der Apenninenhalbinsel.
Zwischen 1953 und 1956 gab es insgesamt zehn Todesopfer im Rahmen der Rennen – acht Fahrer und zwei Zuschauer. Der schwere Unfall beim Autorennen Mille Miglia am 12. Mai 1957, bei dem Alfonso de Portago, sein Beifahrer Edmund Nelson und neun Zuschauer ums Leben kamen, führte zu einem Verbot von Straßenrennen in Italien und somit zum Ende des Motogiro.
Seit 1989 bis heute findet der Motogiro regelmäßig als ein jährliches Oldtimerrennen für Motorräder statt. Im Jahre 2008 wurde der Motogiro America gegründet, in dem klassische Motorräder in einem Straßenrennen teilnehmen.

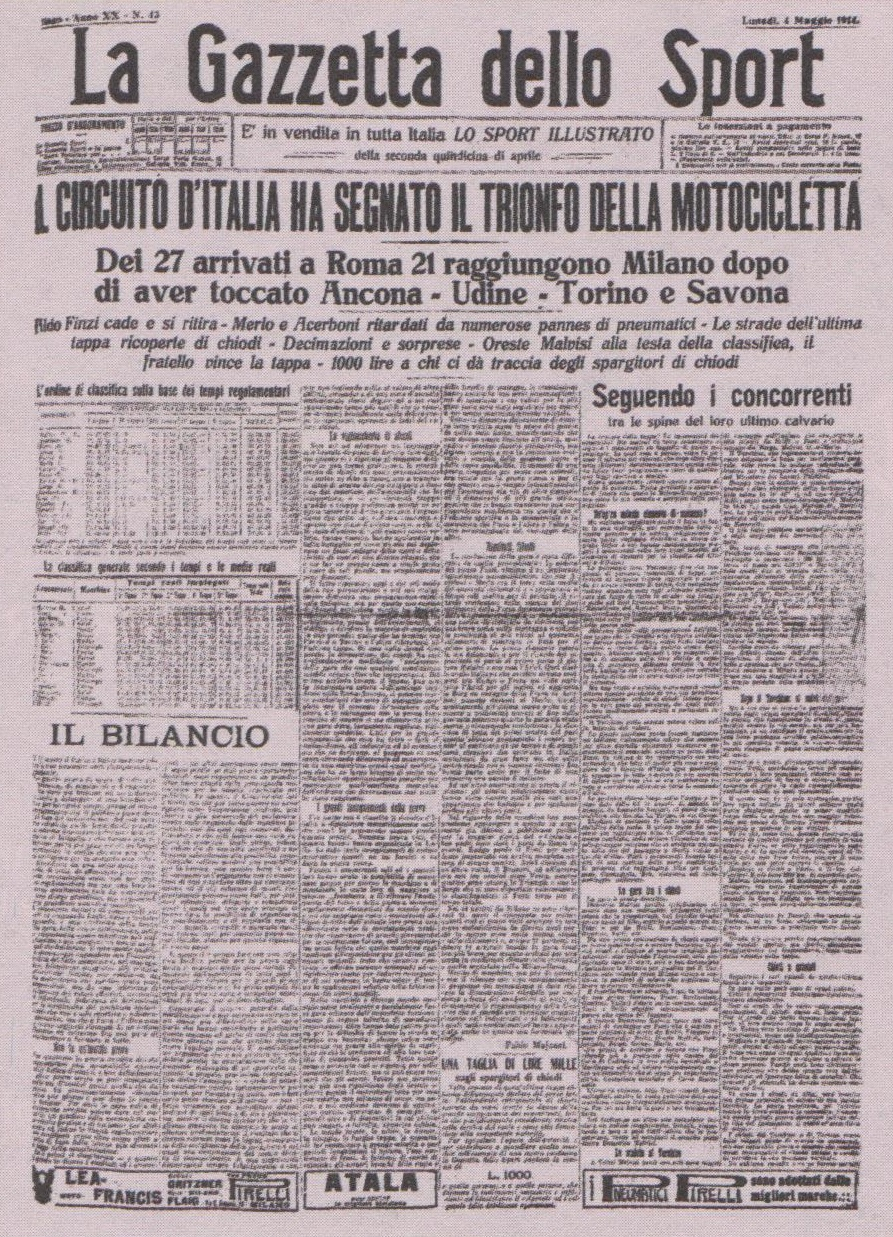
Die «La Gazzetta dello Sport», vom 4. Mai 1914, mit einem ganzseitigen „Aufmacher“ zum Giro Motociclistico d’Italia.
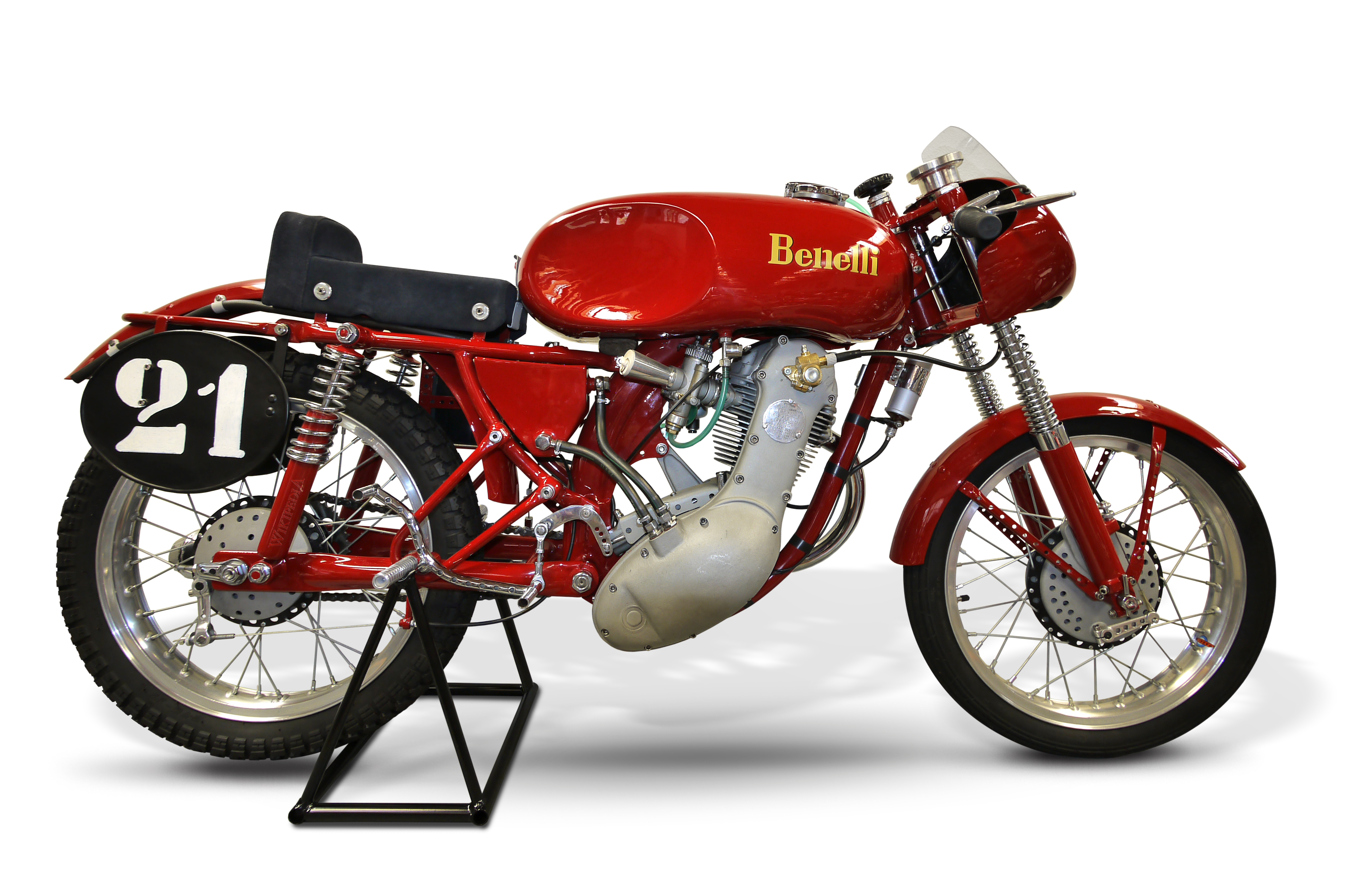
Benelli Leoncino Corsa 125 cm³ (hier die Version von 1955). Auf ihr errang Leopoldo Tartarini den Gesamtsieg beim Motogiro d’Italia 1953[7] und zwei Siege beim Rennen Milano–Taranto
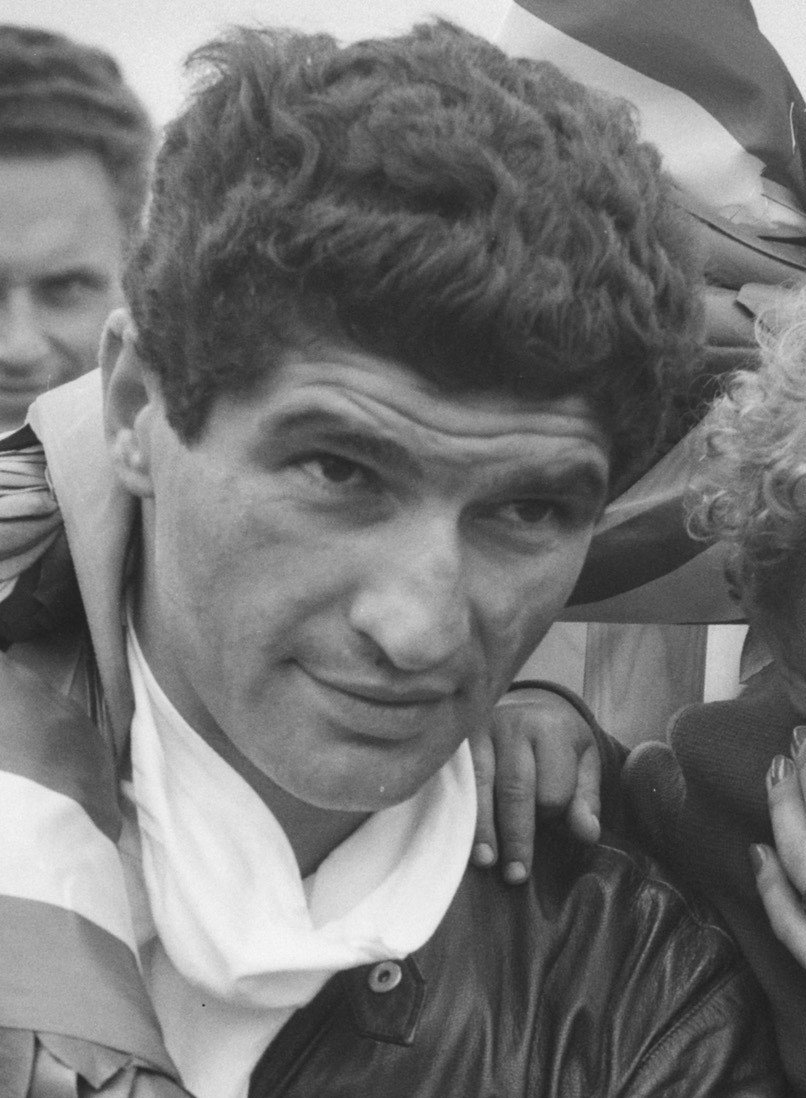
Sieger 1954: Tarquinio Provini (hier bei der Dutch TT 1959)
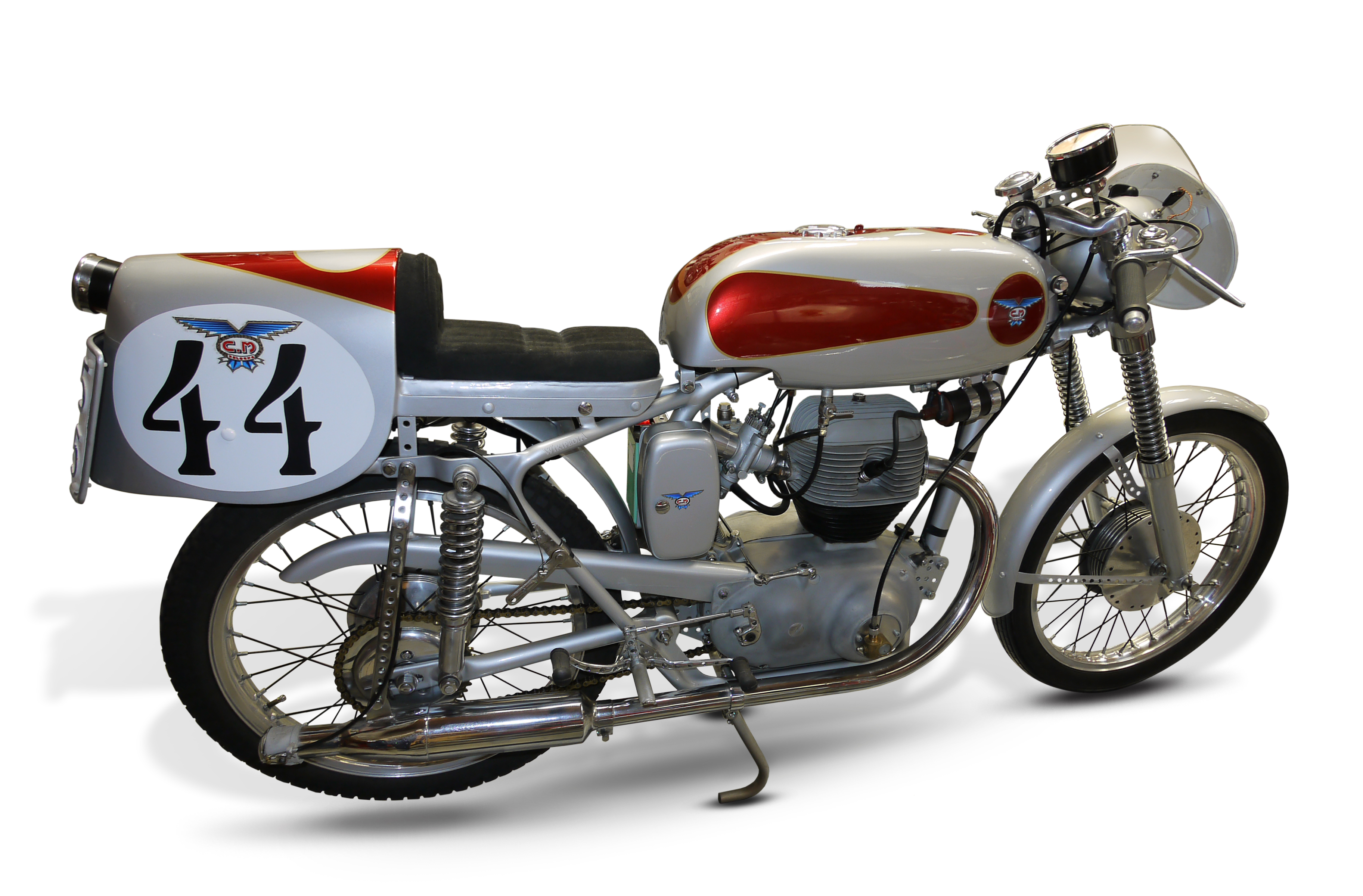
CM 175 Francolino aus dem Jahr 1956, MSDS (serienmäßiges Sportmotorrad), gebaut in 2 Exemplaren für die Teilnahme am Motogiro d'Italia
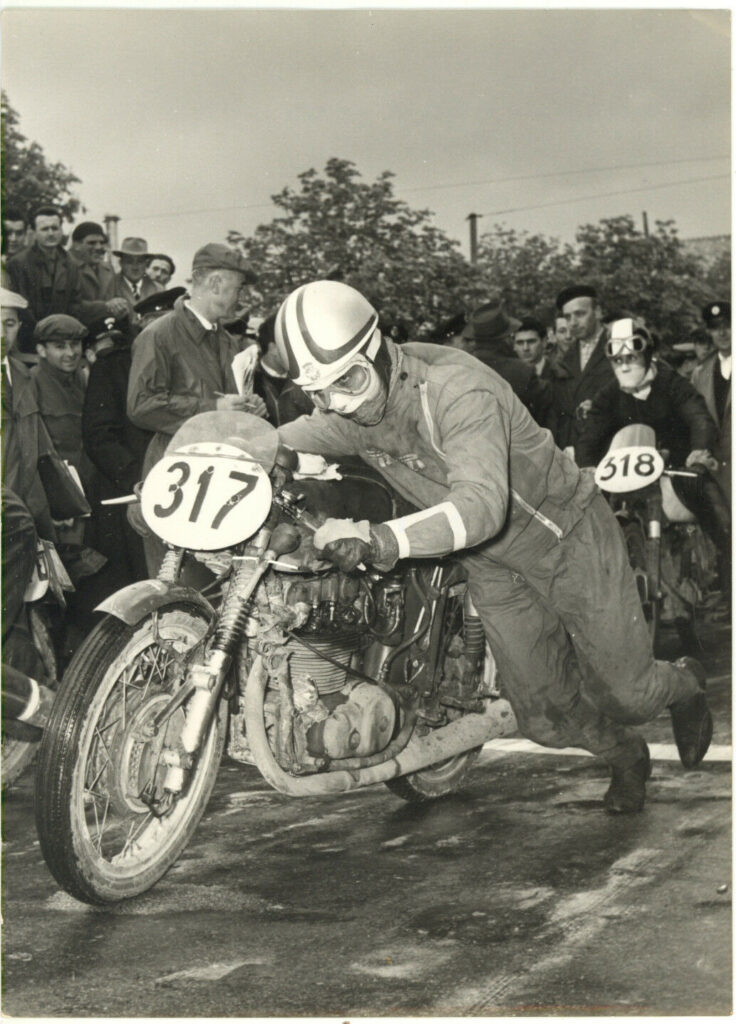
Remo Venturi, der Gesamtsieger von 1957, hier mit einer MV Agusta Bialbero beim Motogiro d’Italia (1955)

## Statistik
Fettgedruckt = Gesamtsieger
| Auflage | Datum                    | Bezeichnung                       | Strecke | Klasse        | Sieger                          | Zeit             | Durchschnitts- geschwindigkeit |
| ------- | ------------------------ | --------------------------------- | --- | ------------- | ------------------------------- | ---------------- | ------------------------------ |
| 1       | 26. April – 3. Mai 1914  | I. Giro Motociclistico d’Italia   | Mailand–Rom, Rom–Ancona, Ancona–Udine, Udine–Turin, Turin–Mailand (2.378 km)                                            | Gesamtwertung | Oreste Malvisi (Ariel)          | unbekannt        | 39,83 km/h                     |
|         |                          |                                   | |               |                                 |                  |                                |
| 2       | 3.–9. April 1923         | II. Giro Motociclistico d’Italia  | Mailand–Rom, Rom–Bologna, Bologna–Biella, Biella–Mailand (2.455 km)                                                     | Gesamtwertung | Guido Mentasti (Moto Guzzi)     | 47 h 40 min 57 s | 51,47 km/h                     |
|         |                          |                                   | |               |                                 |                  |                                |
| 3       | 30. April – 4. Mai 1924  | III. Giro Motociclistico d’Italia | Mailand–Lucca, Lucca–Rom, Rom–Macerata, Macerata–Mailand                                                                | Gesamtwertung | Guido Premoli (Sunbeam)         | 40 h 00 min 12s  | unbekannt                      |
|         |                          |                                   | |               |                                 |                  |                                |
| 4       | 19.–24. April 1925       | VI. Giro Motociclistico d’Italia  | Mailand–La Spezia, La Spezia–Avezzano, Avezzano–Pesaro, Pesaro–Mantua, Mantua–Mailand (2.710 km)                        | Gesamtwertung | Attilio Cavalleri (Rudge)       | 51 h 43 min 12 s | 52,26 km/h                     |
|         |                          |                                   | |               |                                 |                  |                                |
| 5       | 1.–11. April 1926        | V. Giro Motociclistico d’Italia   | Mailand–Parma, Parma–Rom, Rom–Perugia, Perugia–Forlí, Forlí–Mailand (2.229 km)                                          | Gesamtwertung | Amedeo Ruggeri (Moto Guzzi)     | 37 h 49 min 16 s | 59,71 km/h                     |
|         |                          |                                   | |               |                                 |                  |                                |
| 6       | 30. März – 5. April 1953 | I. Giro d’Italia Motociclistico   | Bologna–Rom–Bari–Riccione–Triest–Mailand–Bologna (2.997 km)                                                             | 50 cm³        | Giovanetti (Motom)              | 47 h 05 min 31 s | unbekannt                      |
| 6       | 30. März – 5. April 1953 | I. Giro d’Italia Motociclistico   | Bologna–Rom–Bari–Riccione–Triest–Mailand–Bologna (2.997 km)                                                             | 75 cm³        | Guido Mariani (Laverda)         | 36 h 57 min 22 s | 81,00 km/h                     |
| 6       | 30. März – 5. April 1953 | I. Giro d’Italia Motociclistico   | Bologna–Rom–Bari–Riccione–Triest–Mailand–Bologna (2.997 km)                                                             | 125 cm³       | Leopoldo Tartarini (Benelli)    | 31 h 08 min 19 s | 96,34 km/h                     |
| 6       | 30. März – 5. April 1953 | I. Giro d’Italia Motociclistico   | Bologna–Rom–Bari–Riccione–Triest–Mailand–Bologna (2.997 km)                                                             | 175 cm³       | Mario Ventura (MV Agusta)       | 31 h 59 min 44 s | unbekannt                      |
|         |                          |                                   | |               |                                 |                  |                                |
| 7       | 3.–11. April 1954        | II. Giro d’Italia Motociclistico  | Bologna–Perugia–Neapel–Pescara–Riccione–Mestre–Bozen–Bologna (3.413 km)                                                 | 75 cm³        | Guido Mariani (Laverda)         | 41 h 30 min 30 s | 82,29 km/h                     |
| 7       | 3.–11. April 1954        | II. Giro d’Italia Motociclistico  | Bologna–Perugia–Neapel–Pescara–Riccione–Mestre–Bozen–Bologna (3.413 km)                                                 | 100 cm³       | Primo Zanzani (Laverda)         | 39 h 31 min 06 s | 86,44 km/h                     |
| 7       | 3.–11. April 1954        | II. Giro d’Italia Motociclistico  | Bologna–Perugia–Neapel–Pescara–Riccione–Mestre–Bozen–Bologna (3.413 km)                                                 | 125 cm³       | Leopoldo Tartarini (Benelli)    | 36 h 33 min 06 s | 93,45 km/h                     |
| 7       | 3.–11. April 1954        | II. Giro d’Italia Motociclistico  | Bologna–Perugia–Neapel–Pescara–Riccione–Mestre–Bozen–Bologna (3.413 km)                                                 | 175 cm³       | Tarquinio Provini (F.B Mondial) | 33 h 53 min 49 s | 100,70 km/h                    |
|         |                          |                                   | |               |                                 |                  |                                |
| 8       | 16.–25. April 1955       | III. Giro d’Italia Motociclistico | Bologna–Triest–Padua–Riccione–Pescara–Tarent–Cosenza–Neapel–Perugia–Bologna (3.378 km)                                  | 75 cm³        | Claudio Galliani (Capriolo)     | 39 h 03 min 01 s | 68,01 km/h                     |
| 8       | 16.–25. April 1955       | III. Giro d’Italia Motociclistico | Bologna–Triest–Padua–Riccione–Pescara–Tarent–Cosenza–Neapel–Perugia–Bologna (3.378 km)                                  | 100 cm³       | Gianni Degli Antoni (Ducati)    | 34 h 44 min 35 s | 98,91 km/h                     |
| 8       | 16.–25. April 1955       | III. Giro d’Italia Motociclistico | Bologna–Triest–Padua–Riccione–Pescara–Tarent–Cosenza–Neapel–Perugia–Bologna (3.378 km)                                  | 125 cm³       | Paolo Campanelli (Benelli)      | 35 h 57 min 59 s | 95,57 km/h                     |
| 8       | 16.–25. April 1955       | III. Giro d’Italia Motociclistico | Bologna–Triest–Padua–Riccione–Pescara–Tarent–Cosenza–Neapel–Perugia–Bologna (3.378 km)                                  | 175 cm³       | Emilio Mendogni (Morini)        | 34 h 19 min 55 s | 98,39 km/h                     |
|         |                          |                                   | |               |                                 |                  |                                |
| 9       | 18.–25. April 1956       | IV. Giro d’Italia Motociclistico  | Bologna–Udine–Padua–Riccione–L’Aquila–Salerno–Perugia–Montecatini Terme–Bologna (2.583 km)                              | 75 cm³        | Orlando Ghiro (Ceccato)         | 28 h 48 min 01 s | 89,62 km/h                     |
| 9       | 18.–25. April 1956       | IV. Giro d’Italia Motociclistico  | Bologna–Udine–Padua–Riccione–L’Aquila–Salerno–Perugia–Montecatini Terme–Bologna (2.583 km)                              | 100 cm³       | Alberto Gandossi (Ducati)       | 26 h 17 min 14 s | 98,18 km/h                     |
| 9       | 18.–25. April 1956       | IV. Giro d’Italia Motociclistico  | Bologna–Udine–Padua–Riccione–L’Aquila–Salerno–Perugia–Montecatini Terme–Bologna (2.583 km)                              | 125 cm³       | Giuliano Maoggi (Ducati)        | 25 h 53 min 22 s | 99,79 km/h                     |
| 9       | 18.–25. April 1956       | IV. Giro d’Italia Motociclistico  | Bologna–Udine–Padua–Riccione–L’Aquila–Salerno–Perugia–Montecatini Terme–Bologna (2.583 km)                              | 175 cm³       | Walter Tassinari (Morini)       | 26 h 02 min 16 s | 99,13 km/h                     |
|         |                          |                                   | |               |                                 |                  |                                |
| 10      | 6.–14. April 1957        | V. Giro d’Italia Motociclistico   | Bologna–Riva del Garda–Abano Terme–Riccione–Arezzo–Perugia–Teramo–Chianciano Terme–Montecatini Terme–Bologna (2.060 km) | 75 cm³        | Flavio Montesi (Laverda)        | 22 h 53 min 29 s | 89,20 km/h                     |
| 10      | 6.–14. April 1957        | V. Giro d’Italia Motociclistico   | Bologna–Riva del Garda–Abano Terme–Riccione–Arezzo–Perugia–Teramo–Chianciano Terme–Montecatini Terme–Bologna (2.060 km) | 100 cm³       | Giuseppe Mandolini (Ducati)     | 21 h 47 min 20 s | 94,46 km/h                     |
| 10      | 6.–14. April 1957        | V. Giro d’Italia Motociclistico   | Bologna–Riva del Garda–Abano Terme–Riccione–Arezzo–Perugia–Teramo–Chianciano Terme–Montecatini Terme–Bologna (2.060 km) | 125 cm³       | Antonio Graziano (Ducati)       | 21 h 19 min 21 s | 96,52 km/h                     |
| 10      | 6.–14. April 1957        | V. Giro d’Italia Motociclistico   | Bologna–Riva del Garda–Abano Terme–Riccione–Arezzo–Perugia–Teramo–Chianciano Terme–Montecatini Terme–Bologna (2.060 km) | 175 cm³       | Remo Venturi (MV Agusta)        | 19 h 35 min 47 s | 105,12 km/h                    |